# مانوئل قازاریان
مانوئل آندرانیکی قازاریان (ارمنی: Մանվել Անդրանիկի Ղազարյան؛ زادهٔ ۲ مهٔ ۱۹۶۱) یک اقتصاددان و سیاستمدار اهل ارمنستان است که از تاریخ ۱۹۹۹ تا تاریخ ۲۰۱۲ سمت نمایندگی دوره سوم مجلس ملی جمهوری ارمنستان را برعهده داشت.

## زندگی‌نامه
در ۲ آوریل ۱۹۶۱ در واناشن، شهرستان آرارات به دنیا آمد و از دانشگاه دولتی علم اقتصاد ارمنستان فارغ‌التحصیل شد. 